# ASB Classic 1999
ASB Classic 1999 — жіночий тенісний турнір, що проходив на відкритих кортах з твердим покриттям ASB Tennis Centre в Окленді (Нова Зеландія). Належав до категорії Tier IVb в рамках Туру WTA 1999. Тривав з 4 до 9 січня 1999 року. Третя сіяна Жюлі Алар-Декюжі здобула титул в одиночному розряді й отримала 16 тис. доларів США.

## Фінальна частина

### Одиночний розряд
Жюлі Алар-Декюжі —  Домінік Ван Рост, 6–4, 6–1
- Для Алар-Декюжі це був 1-й титул за рік і 14-й — за кар'єру.

### Парний розряд
Сільвія Фаріна /  Барбара Шетт —  Седа Норландер /  Марлен Вайнгартнер, 6–2, 7–6(7–2)

## Розподіл призових грошей
| Дисципліна       | П       | Ф      | ПФ     | ЧФ     | 1/8    | 1/16 |
| Одиночний розряд | $16,000 | $8,000 | $4,400 | $2,500 | $1,400 | $850 |

Загальний призовий фонд становив $112,500.

## Учасниці

### Сіяні учасниці
| Країна    | Гравчиня         | Рейтинг | Сіяна |
| --------- | ---------------- | ------- | ----- |
| Бельгія   | Домінік Ван Рост | 12      | 1     |
| Італія    | Сільвія Фаріна   | 19      | 2     |
| Франція   | Жюлі Алар-Декюжі | 22      | 3     |
| Австрія   | Барбара Шетт     | 23      | 4     |
| США       | Ліза Реймонд     | 27      | 5     |
| США       | Тара Снайдер     | 34      | 6     |
| США       | Чанда Рубін      | 35      | 7     |
| Венесуела | Марія Венто      | 43      | 8     |

### Інші учасниці
Нижче наведено учасниць, які отримали вайлдкард на участь в основній сітці:
- Ліенн Бейкер
- Рева Гадсон

Нижче наведено учасниць, що отримали вайлдкард на участь в основній сітці в парному розряді:
- Ліенн Бейкер /  Рева Гадсон

Нижче наведено учасниць, що пробились в основну сітку через стадію кваліфікації в одиночному розряді:
- Емілі Луа
- Ірина Селютіна
- Міхо Саекі
- Мейлен Ту

Нижче наведено учасниць, що пробились в основну сітку через стадію кваліфікації в парному розряді:
- Анка Барна /  Карін Міллер